# تالار هنر تالین

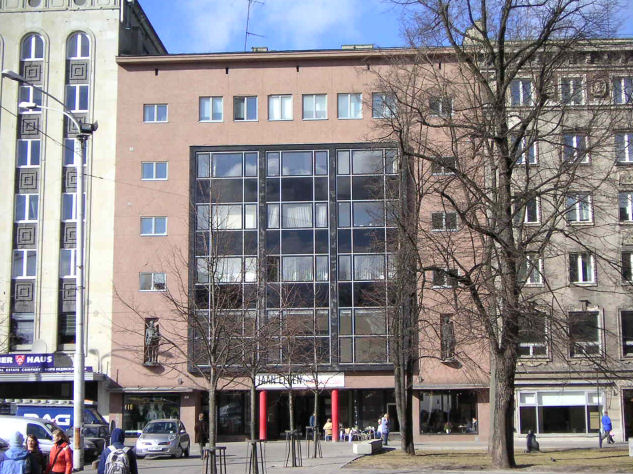
تالار هنر تالین

تالار هنر تالین (انگلیسی: Tallinn Art Hall) یک گالری هنری در شهر تالین، استونی است که در سال ۱۹۳۴ میلادی تاسیس شده‌است.